# Baccharis gnaphalioides
Espèce
Baccharis gnaphalioides est une espèce de plantes à fleurs du genre Baccharis et de la famille des Asteraceae, originaire du sud du Brésil, de l'Argentine et de l'Uruguay.

## Description

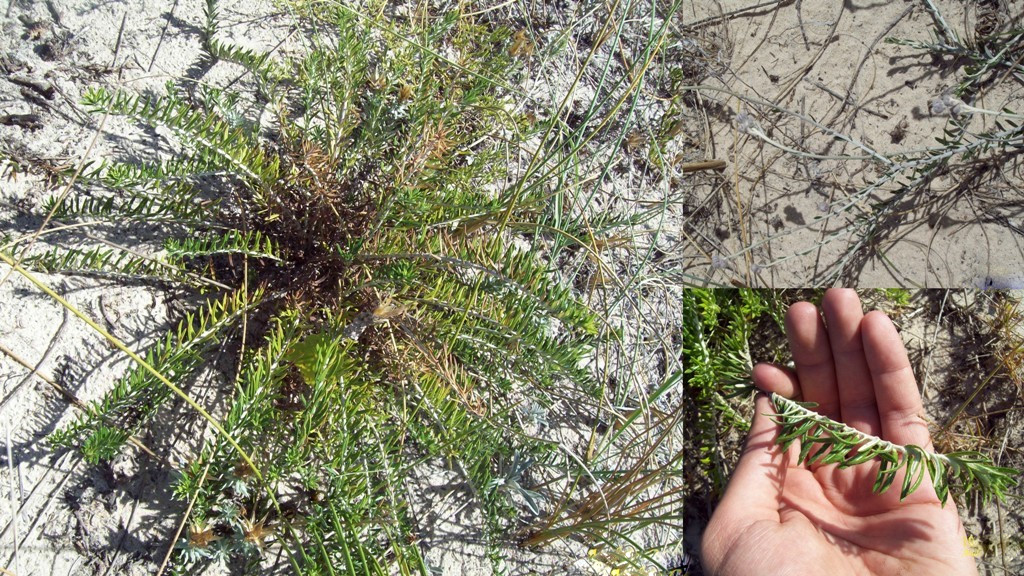
Aspect général.

Il s'agit d'arbustes.

## Synonymes
- Baccharis gnaphalioides DC.[2]
- Baccharis radicans DC.[3],[2],[4]
- Lanugothamnus gnaphalioides (Spreng.) Deble[3],[4]